# 张毅 (1925年)
张毅（1925年1月—2023年6月），男，内蒙古土默特右旗人，中华人民共和国政治人物，曾任中共克拉玛依市委书记，新疆维吾尔自治区政协副主席。